# Эль-Вакра (город)
Эль-Ва́кра или Ва́кра (араб. بلدية الوكرة‎) — город в королевстве Катар, у побережья Персидского залива. Административный центр муниципалитета Эль-Вакра.

## География
Город расположен в центрально-восточной части Катарского полуострова в 5 км к югу от столицы страны — Дохи. На востоке омывается водами Персидского залива.
Площадь города составляет — 62,95 км2. Средняя высота на территории города составляет всего 4 метра над уровнем моря. Абсолютные отметки превышают отметки в 15 метров.

## Население
| 13 159 | ↗ 20 205 | ↗ 26 993 | ↗ 79 457 | ↗ 87 970 |

## Климат
Эль-Вакра расположена в зоне сухого тропического климата. Осадки практически не выпадают в летний период, а средние температуры в июле достигают +35 °C. В зимний период выпадает наибольшее количество осадков. В январе средняя температура воздуха отпускается до +17 °C.
| Показатель                    | Янв. | Фев. | Март | Апр. | Май  | Июнь | Июль | Авг. | Сен. | Окт. | Нояб. | Дек. | Год  |
| ----------------------------- | ---- | ---- | ---- | ---- | ---- | ---- | ---- | ---- | ---- | ---- | ----- | ---- | ---- |
| Средний суточный максимум, °C | 21,9 | 23,0 | 27,1 | 31,9 | 37,9 | 41,0 | 41,2 | 40,5 | 38,6 | 35,2 | 29,5  | 24,1 | 32,7 |
| Средняя температура, °C       | 17,3 | 18,4 | 21,9 | 26,2 | 31,4 | 34,4 | 35,0 | 34,6 | 32,6 | 29,3 | 24,4  | 19,4 | 27,1 |
| Средний суточный минимум, °C  | 12,8 | 13,8 | 16,8 | 20,6 | 25,0 | 27,8 | 28,9 | 28,8 | 26,6 | 23,4 | 19,4  | 14,8 | 21,5 |
| Норма осадков, мм             | 13   | 18   | 16   | 9    | 2    | 0    | 0    | 0    | 0    | 1    | 3     | 10   | 72   |